# The Geographical Journal
The Geographical Journal ist eine vierteljährlich erscheinende wissenschaftliche Zeitschrift der Royal Geographical Society (zusammen mit dem Institute of British Geographers, kurz IBG). Sie ist die auflagenstärkste britische akademische Fachzeitschrift im Bereich Geographie und veröffentlicht Originalforschungsarbeiten und Übersichtsartikel, die das gesamte Fachgebiet abdecken und weder nach Bereichen noch nach Themen eingeschränkt sind. Seit 2001 wird The Geographical Journal in Zusammenarbeit mit Wiley-Blackwell herausgegeben. Die Zeitschrift geht auf zwei verwandte Publikationen zurück, die im 19. Jahrhundert gegründet wurden: „Journal of the Royal Geographical Society of London“ (veröffentlicht von 1831 bis 1880) und „Proceedings of the Royal Geographical Society of London“, veröffentlicht von 1857 bis 1877. Die „Proceedings of the Royal Geographical Society und Monthly Record of Geography“, die von 1879 bis 1892 erschienen, setzten die vorherigen Zeitschriften fort. Im Jahr 1893 benannte sich die Zeitschrift in The Geographical Journal um.
Bis zum Jahr 2000 veröffentlichte The Geographical Journal neben Artikeln auch Nachrichten über die Gesellschaft. Seit dem Jahr 2000 enthält die Zeitschrift nur noch wenige Nachrichten über die Gesellschaft, veröffentlicht aber einen Bericht über die Jahreshauptversammlung der Gesellschaft und die Ansprache des Präsidenten, die auf dieser Versammlung gehalten wurde. Nach 2010 hat sich die Zeitschrift auf Artikel konzentriert, die sich auf Themen der öffentlichen Debatte und politikorientierte Agenden beziehen.